# Tigné Point
Tigné Point je poluotok u Sliemi na Malti. 
Područje je izvorno bilo okupirano od strane nekoliko vojski, a tu je bio i britanski kompleks vojarni, koje su napuštene. Cijelo područje je obnovljeno početkom 21. stoljeća te sada sadrži mnoge moderne zgrade popularne među mještanima i turistima.
Tijekom Opsade Malte 1565., osmanski admiral Dragut Reis stacionirao je veliki broj topova na Tigné Pointu u opsadi utvrde Saint Elmo koju su branuli vitezovi Ivanovci. Admiral je poginuo za vrijeme opsade, a najviši vrh poluotoka i danas nosi njegovo ime, Dragut Point.
Nakon Velike opsade, sagrađena je kapela posvećena Gospi. Godine 1792. Ivanovci su izgradili svoju posljednju veliku utvrdu Fort Tigne, po kojoj je poluotok i dobio ime. Utvrda su koristili malteški pobunjenici, nakon što je Napoleon napao Maltu 1798. Ovaj sukob rezultirao je uništenjem marijanske kapele u blizini.
U novije vrijeme nakon preuređenja, Tigné Point je postao omiljeno turističko odredište, jer ima brojne atrakcije. Stambene zgrade završene 2012. godine su među najvišim zgradama na Malti.

## Vanjske poveznice
|  | Zajednički poslužitelj ima još gradiva o temi Tigné Point |